# Rotes Kögele
Das Rote Kögele ist ein 2570 m ü. A. hoher Berggipfel der Lasörlinggruppe an der Grenze zwischen den Gemeinden Matrei in Osttirol und Hopfgarten in Defereggen (Bezirk Lienz).

## Lage
Das Rote Kögele liegt innerhalb der Lasörlinggruppe im äußersten Ostbereich des Hauptkammes, wobei am Hauptkamm sowie im Bereich des Roten Kögele die Gemeindegrenze zwischen Matrei im Norden und Hopfgarten im Süden verläuft. Das Rote Kögele bildet den östlichen Abschluss des Hauptkamms der Lasörlinggruppe, lediglich der Dengbichl im Bereich des Großen Zunig liegt etwas weiter östlich als das Rote Kögele. Vom Roten Kögele fällt der Südwestgrat über die Glanzalm und das Blößegg bis Oberhuben am Schnittpunkt des Defereggentals mit dem Iseltal ab. Westlich des Roten Kögele liegt der Mele, wobei zwischen Mele und dem Roten Kögele eine unbenannte Erhöhung (P. 2655 m ü. A.) liegt. An der steilen Südflanke des Mele entspringt der Hopfgartner Grabenbach, nördlich liegen Krumpsee, das Lackachseele und das Quellgebiet des Feglitzbach. Nördlich des Roten Kögele befindet sich das Quellgebiet des Feglitzbachs, an der Südflanke liegen die Ratzeller Bergwiesen.

## Anstiegsmöglichkeiten
Der Normalweg auf den Wandergipfel erfolgt von Ratzell (Gemeinde Hopfgarten) über das Blößegg und die Glanzalm sowie in der Folge entlang der Kammlinie. Vom Roten Kögele ist des Weiteren eine Kammüberschreitung von Mele, Deferegger Riegel und Stanzling möglich.